# Jan Hugens
Jan Hugens (Heerlen, Limburg, 22 de marzo de 1939 - Amstenrade, 12 de marzo de 2011) fue un ciclista neerlandés que fue profesional entre el 1962 y 1968. Antes, como ciclista amateur, tomó parte a los Juegos Olímpicos de 1960, donde finalizó en 38a posición en la cursa en línea y cuarto en la contrarreloj por equipos. Destacó principalmente en las contrarellotges. En la primera edición de la Amstel Gold Race estuvo en condiciones de ganar, pero a falta de 350 metros para la llegada se le bloqueó la cadena y acabó tercero, detrás sus compañeros del equipo Ford France, Jean Stablinski y Bernard Van De Kerckhove.
Después de retirarse del ciclismo pasó a trabajar en el ramo de la construcción y como portero de la escuela.

## Palmarés
1958
- 1 etapa a la Olympia's Tour

1959
- Gran Premio François Faber
- 1 etapa a la Olympia's Tour

1960
- 2 etapas de la Vuelta en Austria

1962
- 2 etapas del Tour del Porvenir